# وزغ آتش‌دل یون‌نان
وزغ آتش‌دل یون‌نان (نام علمی: Bombina maxima) نام یک گونه از سرده وزغ آتش‌دل است.